# Serbakuli járás

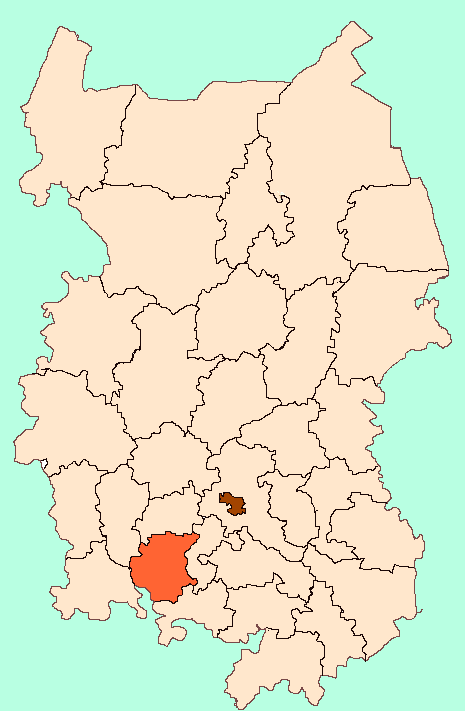
A Serbakuli járás az Omszki területen

A Serbakuli járás (oroszul Шербакульский район) Oroszország egyik járása az Omszki területen. Székhelye Serbakul.

## Népesség
- 1989-ben 29 906 lakosa volt.
- 2002-ben 25 486 lakosa volt.
- 2010-ben 21 342 lakosa volt, melynek 65,4%-a orosz, 16,92%-a kazah, 8,9%-a német, 4,1%-a ukrán, 0,81%-a tatár.